# Henricia arcystata
Henricia arcystata is een zeester uit de familie Echinasteridae.
De wetenschappelijke naam van de soort werd in 1917 gepubliceerd door Walter Kenrick Fisher.